# Championnat de Belgique de football de deuxième division 1938-1939
Navigation
saison précédente saison suivante
Le Championnat de Belgique de football D2 1938-1939 est la vingtième-cinquième édition du championnat  Division 1 (D2) belge.
Dans la Série A, la lutte concerne quatre clubs : l'Eendracht Alost, le Lyra, Berchem Sport et le Tubantia. Ces deux derniers clubs lâchent prise en cours de championnat, et finalement Alost devance le Lyra, relégué de Division d'Honneur douze mois plus tôt, de deux points. C'est le premier titre à ce niveau pour les Ajuinen (Oignons en néerlandais, le surnom des joueurs alostois), qui sont promus pour la première fois au plus haut niveau national. À l'autre bout du classement, les deux clubs anversois Wilrijk et Cappellen sont vite distancés et terminent aux deux dernières places, synonymes de retour en Promotion.
Le titre est encore plus disputé dans la Série B, puisque Tilleur et le RC Malines terminent à égalité de points et de défaites, devant les descendants du RC Tirlemont. Comme les règlements de la Fédération ne prévoient aucun autre critère pour départager deux équipes, un test-match sur terrain neutre est organisé. C'est Tilleur qui remporte ce match 1-0 et monte en Division d'Honneur pour la troisième fois. Dans le bas du tableau, les promus de Wezel Sport ne parviennent pas à se maintenir, et retournent en Promotion après une saison. C'est la seule saison jouée par le club à ce niveau. L'autre équipe "descendante" est le CS Schaerbeek, mais le déclenchement de la Seconde Guerre mondiale empêche plusieurs équipes de jouer la saison suivante, dont l'Union Hutoise, qui doit déclarer forfait. Ceci permet au club bruxellois de se maintenir, et les hutois sont considérés comme relégués à la fin de la présente saison.

## Clubs participants 1938-1939
Vingt-huit clubs prennent part à cette édition, soit le même nombre que la saison précédente. Les équipes sont réparties en deux séries de 14 formations.

### Série A
| #  | Nom                                                            | Mat. | Ville       | Stades                 | En D2 depuis    | Total en D2 | S. précédente      |
| -- | -------------------------------------------------------------- | ---- | ----------- | ---------------------- | --------------- | ----------- | ------------------ |
| 1  | Koninklijke Maatschappij Lyra                                  | 52   | Lierre      | Lyrastadion            | 1938-1939 (1re) | 15 saisons  | Div. d'Honneur 13e |
| 2  | Royal Uccle Sport                                              | 15   | Uccle       | chaussée de Neerstalle | 1923-1924 (16e) | 21 saisons  | 3e Série A         |
| 3  | Royal Charleroi Sporting Club                                  | 22   | Charleroi   | stade du Mambourg      | 1937-1938 (2e)  | 6 saisons   | 7e Série A         |
| 4  | Royal Berchem Sport                                            | 28   | Berchem     | Het Rooi               | 1936-1937 (3e)  | 8 saisons   | 2e Série B         |
| 5  | Royale Association Sportive Renaisienne                        | 38   | Renaix      | avenue du 4 mars       | 1937-1938 (2e)  | 6 saisons   | 5e Série B         |
| 6  | Cappellen Football Club Koninklijke Maatschappij               | 43   | Kapellen    | ??                     | 1933-1934 6e    | 6 saisons   | 9e Série B         |
| 7  | Royal Football Club Renaisien                                  | 46   | Renaix      | Parc Lagache           | 1931-1932 (8e)  | 8 saisons   | 6e Série B         |
| 8  | Cercle Sportif La Forestoise                                   | 51   | Forest      | stade communal         | 1927-1928 (12e) | 16 saisons  | 12e Série A        |
| 9  | Tubantia Football Athletic Club                                | 64   | Borgerhout  | Rivierenhof            | 1932-1933 (7e)  | 9 saisons   | 10e Série B        |
| 10 | Sportclub Eendracht Aalst                                      | 90   | Alost       | Bredestraat            | 1936-1937 (3e)  | 3 saisons   | 4e Série B         |
| 11 | Football Club Wilrijk                                          | 155  | Wilrijk     | ??                     | 1937-1938 (2e)  | 2 saisons   | 11e Série A        |
| 12 | Union Sportive du Centre                                       | 213  | Haint-St-P. | ??                     | 1935-1936 (4e)  | 4 saisons   | 4e Série A         |
| 13 | Royal Racing Club de Bruxelles                                 | 6    | Uccle       | Vivier d'Oie           | 1938-1939 (1re) | 7 saisons   | 1re Promotion C    |
| 14 | Athletische Sportvereeniging Oostende Koninklijke Maatschappij | 53   | Ostende     | Albertpark             | 1938-1939 (1re) | 11 saisons  | 1re Promotion D    |

### Localisations Série A
| \| Anvers · R. Berchem Sport · Cappellen FC · Tubantia FAC · FC Wilrijk Bruxelles · R. Racing CB · R. Uccle Sport · CS La Forestoise Anvers AS Oostende Lyra E. Aalst R. AS Renaisienne FC Renaisien Bruxelles Sp. Charleroi US du Centre \| Localisation des clubs engagés en Division 1A 1938-1939 |
| Anvers · R. Berchem Sport · Cappellen FC · Tubantia FAC · FC Wilrijk Bruxelles · R. Racing CB · R. Uccle Sport · CS La Forestoise Anvers AS Oostende Lyra E. Aalst R. AS Renaisienne FC Renaisien Bruxelles Sp. Charleroi US du Centre                                                               |

### Série B
| #  | Nom                                                   | Mat. | Ville      | Stades                 | En D2 depuis    | Total en D2 | S. précédente      |
| -- | ----------------------------------------------------- | ---- | ---------- | ---------------------- | --------------- | ----------- | ------------------ |
| 1  | Racing Club Tirlemont                                 | 132  | Tirlemont  | ??                     | 1938-1939 (1re) | 7 saisons   | Div. d'Honneur 14e |
| 2  | Royal Football Club Sérésien                          | 17   | Seraing    | stade du Pairay        | 1931-1932 (8e)  | 10 saisons  | 8e Série A         |
| 3  | Royal Stade Louvaniste                                | 18   | Louvain    | ??                     | 1936-1937 (3e)  | 18 saisons  | 5e Série A         |
| 4  | Royal Tilleur Football Club                           | 21   | Ougrée     | stade du Pont d'Ougrée | 1934-1935 (5e)  | 22 saisons  | 2e Série A         |
| 5  | Racing Club Mechelen Koninklijke Maatschappij         | 24   | Malines    | Antwerpsesteenweg      | 1937-1938 (2e)  | 6 saisons   | 3e Série B         |
| 6  | Royal Vilvorde Football Club                          | 49   | Vilvorde   | ??                     | 1937-1938 (2e)  | 6 saisons   | 12e Série B        |
| 7  | Club Sportif de Schaerbeek                            | 55   | Schaerbeek | Parc Josaphat          | 1930-1931 (9e)  | 11 saisons  | 11e Série B        |
| 8  | Voetbal Vereeniging Oude God Sport                    | 68   | Mortsel    | ??                     | 1934-1935 (5e)  | 11 saisons  | 8e Série B         |
| 9  | Royale Union Hutoise Football Club                    | 76   | Huy        | ??                     | 1936-1937 (3e)  | 5 saisons   | 9e Série A         |
| 10 | Football Club Turnhout                                | 148  | Turnhout   | ??                     | 1937-1938 (2e)  | 12 saisons  | 10e Série A        |
| 11 | Koninklijke Belgica Football Club Edegem              | 375  | Edegem     | ??                     | 1935-1936 (4e)  | 7 saisons   | 7e Série B         |
| 12 | Waterschei Sport Vereeniging Tot Herstel Onze Rechten | 553  | Genk       | stade André Dumont     | 1935-1936 (4e)  | 4 saisons   | 6e Série A         |
| 13 | Wesel Sport                                           | 844  | Mol        | ??                     | 1938-1939 (1re) | 1 saison    | 1re Promotion A    |
| 14 | Royal Excelsior Football Club Hasselt                 | 37   | Hasselt    | Stedelijkestadion      | 1938-1939 (1re) | 11 saisons  | 1re Promotion B    |

### Localisations Série B
| \| Belgica Edegem Oude God Turnhout Wesel Sport RC Malines St. Louvaniste Waterschei Exc. Hasselt Tilleur Seraing U. Hutoise Tirlemont Schaerbeek Vilvorde \| Localisation des clubs engagés en Division 1B 1938-1939 |
| Belgica Edegem Oude God Turnhout Wesel Sport RC Malines St. Louvaniste Waterschei Exc. Hasselt Tilleur Seraing U. Hutoise Tirlemont Schaerbeek Vilvorde                                                               |

### Localisation des clubs anversois
Les 6 clubs anversois sont:
(3) R. Berchem Sport (A)
(4) Tubantia FAC (A)
(7) FC Wilrijk (A)
(10) K. FC Belgica Edegem (B)
(11) VV Oude God Sport (B)
(16) Cappellen FC (A)

### Localisation des clubs bruxellois
Les 4 cercles bruxellois sont :
(8) CS La Forestoise (A)
(9) Uccle Sport (A)
(10) R. Racing CB (A)
(12) CS Schaerbeek (B)

## Classements
- Le nom des clubs est celui employé à l'époque

Légende
- Champion & Promu en Division d'Honneur
- clubs relégué en Promotion (D3)

Abréviations
 : Relégué de Division d'Honneur 1937-1938

 : Promu de Promotion 1937-1938

### Division 1 A
| Rang | Équipe              | Pts | J  | G  | N | P  | Bp | Bc | Diff |
| ---- | ------------------- | --- | -- | -- | - | -- | -- | -- | ---- |
| 1    | SC EENDRACHT AALST  | 40  | 26 | 19 | 2 | 5  | 70 | 43 | +27  |
| 2    | K. Lyra             | 38  | 26 | 18 | 2 | 6  | 69 | 29 | +40  |
| 3    | R. Berchem Sport    | 36  | 26 | 17 | 2 | 7  | 58 | 34 | +24  |
| 4    | Tubantia FAC        | 35  | 26 | 15 | 5 | 6  | 53 | 38 | +15  |
| 5    | R. Charleroi SC     | 30  | 26 | 14 | 2 | 10 | 69 | 50 | +19  |
| 6    | R. CS La Forestoise | 27  | 26 | 11 | 5 | 10 | 73 | 59 | +14  |
| 7    | US du Centre        | 27  | 26 | 13 | 1 | 12 | 64 | 55 | +9   |
| 8    | R. AS Renaisienne   | 23  | 26 | 8  | 7 | 11 | 48 | 56 | -8   |
| 9    | R. Racing CB        | 23  | 26 | 10 | 3 | 13 | 54 | 60 | -6   |
| 10   | AS Oostende KM      | 21  | 26 | 9  | 3 | 14 | 40 | 50 | -10  |
| 11   | R. Uccle Sport      | 20  | 26 | 8  | 4 | 14 | 45 | 62 | -17  |
| 12   | R. FC Renaisien     | 20  | 26 | 9  | 2 | 15 | 41 | 60 | -19  |
| 13   | FC Wilrijk          | 13  | 26 | 5  | 3 | 18 | 42 | 80 | -38  |
| 14   | Cappellen FC KM     | 11  | 26 | 4  | 3 | 19 | 36 | 86 | -50  |

### Division 1 B
| Rang | Équipe               | Pts | J  | G  | N  | P  | Bp | Bc | Diff |
| ---- | -------------------- | --- | -- | -- | -- | -- | -- | -- | ---- |
| 1    | R. Tilleur FC        | 38  | 26 | 17 | 4  | 5  | 87 | 40 | +47  |
| 1    | RC Mechelen KM       | 38  | 26 | 17 | 4  | 5  | 76 | 39 | +37  |
| 3    | RC Tirlemont         | 33  | 26 | 12 | 9  | 5  | 61 | 29 | +32  |
| 4    | R. Vilvorde FC       | 31  | 26 | 10 | 11 | 5  | 45 | 32 | +13  |
| 5    | R. Stade Louvaniste  | 31  | 26 | 11 | 9  | 6  | 63 | 39 | +24  |
| 6    | FC Turnhout          | 30  | 26 | 12 | 6  | 8  | 50 | 47 | +3   |
| 7    | THOR Waterschei SV   | 25  | 26 | 9  | 7  | 10 | 71 | 59 | +12  |
| 8    | K. FC Belgica Edegem | 21  | 26 | 7  | 7  | 12 | 45 | 65 | -20  |
| 9    | VV Oude God Sport    | 21  | 26 | 7  | 7  | 12 | 54 | 78 | -24  |
| 10   | Excelsior FC Hasselt | 21  | 26 | 8  | 5  | 13 | 42 | 68 | -26  |
| 11   | R. Union Hutoise     | 20  | 26 | 6  | 8  | 12 | 32 | 71 | -39  |
| 12   | R. FC Sérésien       | 20  | 26 | 8  | 4  | 14 | 40 | 61 | -21  |
| 13   | R. CS Schaerbeek     | 19  | 26 | 8  | 3  | 15 | 50 | 67 | -17  |
| 14   | Wesel Sport          | 16  | 26 | 7  | 2  | 17 | 49 | 70 | -21  |

## Déroulement de la saison

### Résultats des rencontres - Série A
| Résultats (▼dom., ►ext.)                                   | 1 | 2 | 3 | 4 | 5 | 6 | 7 | 8 | 9 | 10 | 11 | 12 | 13 | 14 |
|                                                            |   | - | - | - | - | - | - | - | - | -  | -  | -  | -  | -  |
|                                                            | - |   | - | - | - | - | - | - | - | -  | -  | -  | -  | -  |
|                                                            | - | - |   | - | - | - | - | - | - | -  | -  | -  | -  | -  |
|                                                            | - | - | - |   | - | - | - | - | - | -  | -  | -  | -  | -  |
|                                                            | - | - | - | - |   | - | - | - | - | -  | -  | -  | -  | -  |
|                                                            | - | - | - | - | - |   | - | - | - | -  | -  | -  | -  | -  |
|                                                            | - | - | - | - | - | - |   | - | - | -  | -  | -  | -  | -  |
|                                                            | - | - | - | - | - | - | - |   | - | -  | -  | -  | -  | -  |
|                                                            | - | - | - | - | - | - | - | - |   | -  | -  | -  | -  | -  |
|                                                            | - | - | - | - | - | - | - | - | - |    | -  | -  | -  | -  |
|                                                            | - | - | - | - | - | - | - | - | - | -  |    | -  | -  | -  |
|                                                            | - | - | - | - | - | - | - | - | - | -  | -  |    | -  | -  |
|                                                            | - | - | - | - | - | - | - | - | - | -  | -  | -  |    | -  |
|                                                            | - | - | - | - | - | - | - | - | - | -  | -  | -  | -  |    |
| - Victoire à domicile - Match nul - Victoire à l'extérieur |   |   |   |   |   |   |   |   |   |    |    |    |    |    |

### Résultats des rencontres - Série B
| Résultats (▼dom., ►ext.)                                   | 1 | 2 | 3 | 4 | 5 | 6 | 7 | 8 | 9 | 10 | 11 | 12 | 13 | 14 |
|                                                            |   | - | - | - | - | - | - | - | - | -  | -  | -  | -  | -  |
|                                                            | - |   | - | - | - | - | - | - | - | -  | -  | -  | -  | -  |
|                                                            | - | - |   | - | - | - | - | - | - | -  | -  | -  | -  | -  |
|                                                            | - | - | - |   | - | - | - | - | - | -  | -  | -  | -  | -  |
|                                                            | - | - | - | - |   | - | - | - | - | -  | -  | -  | -  | -  |
|                                                            | - | - | - | - | - |   | - | - | - | -  | -  | -  | -  | -  |
|                                                            | - | - | - | - | - | - |   | - | - | -  | -  | -  | -  | -  |
|                                                            | - | - | - | - | - | - | - |   | - | -  | -  | -  | -  | -  |
|                                                            | - | - | - | - | - | - | - | - |   | -  | -  | -  | -  | -  |
|                                                            | - | - | - | - | - | - | - | - | - |    | -  | -  | -  | -  |
|                                                            | - | - | - | - | - | - | - | - | - | -  |    | -  | -  | -  |
|                                                            | - | - | - | - | - | - | - | - | - | -  | -  |    | -  | -  |
|                                                            | - | - | - | - | - | - | - | - | - | -  | -  | -  |    | -  |
|                                                            | - | - | - | - | - | - | - | - | - | -  | -  | -  | -  |    |
| - Victoire à domicile - Match nul - Victoire à l'extérieur |   |   |   |   |   |   |   |   |   |    |    |    |    |    |

### Test-match pour attribuer le titre en Série B
Test-match pour désigner le champion de la Division 1 B. Le match est disputé sur terrain neutre[Où ?].
| Date       | Équipe 1      | Équipe 2       | Score | Remarques |
| ---------- | ------------- | -------------- | ----- | --------- |
| ??/??/1939 | R. Tilleur FC | RC Mechelen KM | 1-0   |           |
| C          | R. TILLEUR FC | Champion       |       |           |

### Attribution du titre de «Champion de Division 1»
Ce match a une valeur honorifique.
| Date       | Équipe 1           | Équipe 2      | Score | Remarques |
| ---------- | ------------------ | ------------- | ----- | --------- |
| ??/??/1939 | SC Eendracht Alost | R. Tilleur FC | ?-?   |           |

Note: Apparemment il semble que des "matches pour le titre" ont lieu lorsque le 2e niveau compte deux séries. Mais malhaureusement on ne retrouve pas toujours de traces fiables de ces rencontres. Le cas de figure se reproduit par la suite aux 3e puis 4e niveaux nationaux qui comptent toujours plus d'une série. Si des matches entre les champions de série sont disputés à certaines époques, le titre "d'unique" champion n'aura jamais valeur officielle et le fait de remporter une série équivaut à un titre au niveau concerné.

## Récapitulatif de la saison
- Champion A : SC Eendracht Aalst (1er titre en D2)
- Champion B: R. Tilleur FC (4e titre en D2)
- Cinquième titre de "D2" pour la Province de Flandre orientale.
- Neuvième titre de "D2" pour la Province de Liège.

| Région flamande (16)            | Région flamande (16) | Province de Brabant (7)      | Province de Brabant (7) | Région wallonne (5)    | Région wallonne (5) |
| ------------------------------- | -------------------- | ---------------------------- | ----------------------- | ---------------------- | ------------------- |
| Province d'Anvers               | 10                   | Région de Bruxelles-Capitale | 4                       | Province de Hainaut    | 2                   |
| Province de Flandre-Occidentale | 1                    | Province du Brabant flamand  | 3                       | Province de Liège      | 3                   |
| Province de Flandre-Orientale   | 3                    | Province du Brabant wallon   | 0                       | Province de Luxembourg | 0                   |
| Province de Limbourg            | 2                    |                              |                         | Province de Namur      | 0                   |

1. ↑  Au niveau footballistique, la province de Brabant est toujours unitaire malgré sa partition territoriale en 1995.

## Montée / Relégation
Le SC Eendracht Aalst et le R. Tilleur FC montent en Division d'Honneur. Ils y remplacent le R. FC Brugeois et le Daring CB SR. Si c'est une première montée pour les Alostois, Tilleur rejoint la "Division d'Honneur" pour la troisième fois.
Le FC Wilrijk, le Cappellen FC, la R. CS Schaerbeek et Wezel Sport sont relégués en Promotion (D3) et remplacés, la saison suivante, par le R. Fléron FC, le R. CS Hallois, Herentalsche SK et le Royal Racing Club Tournai. Parmi ces quatre promus, seul Fléron a déjà évolué à ce niveau, la dernière fois il y a onze ans.

## Début en D2
Un club joue pour la première fois au 2e niveau national du football belge. Il est le 76e club différent à y apparaître.
- Wezel Sport 20e club anversois différent en D2 ;

## Seconde Guerre Mondiale
Après cette saison, le déclenchement de la Seconde Guerre mondiale en septembre 1939 trouble le déroulement des compétitions officielles. La saison "1939-40" est interrompue et durant celle de "1940-41", on ne joue qu'au niveau au régional. Quand les championnats reprennent de manière officielle en 1941, certaines équipes ne peuvent s'aligner dans leur championnat. Plusieurs cercles se mettent en inactivité, d'autres décident volontairement de jouer un ou plusieurs niveaux plus bas. C'est cette deuxième option que choisit la Royale Union Hutoise, incapable d'aligner une équipe en Division 1. Les dirigeants du club décident de reculer d'un cran, et de jouer le championnat de Promotion. Ce retrait volontaire libère une place, qui échoit au Royal Club Sportif de Schaerbeek, "meilleur" descendant dans la même série que le club hutois. Ce retrait étant équivalent à une rétrogradation administrative, on considère par facilité que la Royale Union Hutoise est le second club "descendant" de cette saison.
Parmi les trois autres clubs relégués, seul Cappellen reviendra au deuxième niveau national, en 1996, soit 57 ans plus tard. Wezel Sport connaîtra une fusion formant le K. FC Mol-Wezel, bien des années plus tard. En 2010 alors que les responsables de l'équipe "Premières" rejoignent ceux de Lommel United, le matricule 544 prend le nom de Wezel FC. Le Wilrijk évolue en 2011 dans les séries provinciales.